# 友谊勋章 (乌兹别克斯坦)
友谊勋章是乌兹别克斯坦的国家勋章奖励，于1994年设立。

## 历史
友谊勋章是在1994年5月5日至6日举行的乌兹别克斯坦共和国议会上，由总统伊斯蘭·卡里莫夫提议设立的。它颁发给为促进各民族交流与融合，推动人类友好与进步而做出突出贡献的乌本国公民和外国人士。

## 样式
友谊勋章只有一个等级，总体外观为八角星形。星章的最中心是一个直径为12毫米的圆，背景色为白银色，中间是镀金的象征性握手图案。周围平均散布有12颗银色之星，背景色为蓝色，象征着12种人类美德。银色之星所在圆面的直径为24毫米。

## 获授者
获得友谊勋章的中方人士
| 姓名   | 职业               | 获授日期       | 授勋地点             | 参考  |
| ------ | ------------------ | -------------- | -------------------- | ----- |
| 董富华 | 对外汉语教师       | 2004年         | ？                   | [ 3 ] |
| 张德广 | 中亚友好协会会长   | 2011年10月18日 | 中国人民对外友好协会 | [ 4 ] |
| 张霄   | 外交官             | 2013年4月3日   | 乌兹别克斯坦         | [ 5 ] |
| 孙立杰 | 外交官             | 2018年1月16日  | 乌兹别克斯坦         | [ 6 ] |
| 王宜林 | 中国石油集团董事长 | 2018年10月11日 | 北京中国石油大厦     | [ 7 ] |